# Маріу Брага
Ма́ріу Ауґу́сту де Алме́йда Бра́ґа (порт. Mário Augusto de Almeida Braga; 14 липня 1921, Коїмбра, Португалія — 1 жовтня 2016, Лісабон) — португальський письменник, перекладач, журналіст і драматург; один із чільних представників і провідників неореалізму в португальській літературі ХХ століття.

## З життя і творчості
Закінчив філологічний факультет Університету Коїмбри (історико-філософські науки) і кілька років викладав.  
Працював генеральним директором Державного секретаріату з питань соціальних комунікацій. Також був членом Консультативної ради бібліотек Фонду Галуста Гульбенкяна.   
У період від 1946 до 1965 року — редактор коїмбрського часопису Vértice, підтримуючи зв'язки з групою письменників неореалізму, пов'язаних з цим періодичним виданням. 
Власну літературну діяльність розпочав у 1944 році з виходом книги оповідань «Туман» (Nevoeiro), за якою була збірка «Люди гір» (Serranos), підтвердивши таким чином свою прихильність до новели як жанру, а у темах зосереджуючись особливо на драмах селянина та його соціально-економічних конфліктах. 
Пізніше, у «Чотирьох монетах» (Quatro Reis), «Книзі тіней» (O Livro das Sombras) та «Відсутньому тілі» (Corpo Ausente) тематика його оповідань еволюціонувала у бік міського середовища, сягнувши у романі «Кругле королівство» (O Reino Circular) алегорії та сатири ідеологічного характеру. Не цураючись відображення питань культури та політики, про що свідчать два томи «Ідей та життя» (As Ideias e a Vida), Брага також написав Momentos Doutrinais, де він розкриває свої погляди на літературу та ідеї, пов'язані з його роздумами.  
Як драматург є автором п'єси на три дії «Міст через життя» (A Ponte Sobre a Vida, 1965) та двох одноактних фарсів (O Pedido і Café Amargo, 1966). 
Як перекладач відомий перекладами на португальську літературних творів багатьох світових класиків, зокрема Сервантеса, Мольєра, Мопассана, Чехова, Ельзи Тріоле, Веркора тощо. 
У 1960 році Маріу Брага був удостоєний Премії Рікарду Малєйруша, 12 лютого 1996 року йому було присвоєно звання командора Ордена інфанта Енріке.
Помер 1 жовтня 2016 року в 95-річному віці в Лісабоні.